# Fighter's Club
Fighters Club é um jogo de luta online. Lançado em 2009 na Coreia do Sul, o anúncio do jogo ocorreu em 18 de fevereiro de 2009.

## O jogo no Brasil
Em 30 de Outubro de 2009, a Level Up! Games anunciou que o jogo seria traduzido e lançado no Brasil,  porém ainda uma data específica, o que acabou nunca se concretizando.

## Ligações Externas
- «Site oficial» (em coreano)